# Нюк
Нюк (карел. Nuokkijärvi; также Нюкозеро, Нокко, Нюкка, Сок, Нюко) — крупное пресноводное озеро на севере Западно-Карельской возвышенности в северо-западной части Республики Карелия России.

## Общие сведения
Площадь поверхности — 214 км², площадь водосборного бассейна — 3090 км².
Имеет лопастную форму. Берега высокие, скалистые. Питание снеговое и дождевое. Размах колебаний уровня 70 см. Покрыто льдом с конца октября до конца апреля.
Котловина тектонического происхождения.
На озере 126 островов общей площадью около 10,3 км². Крупнейшие острова: Торайссари (1,13 км²), Везансари, Курчунсари, Папинсари, Кеурунсари, Хернесари.
Средняя амптуда колебания уровня составляет 0,9 м.
Название Нюк с карельского переводится как Лебединое.

## Бассейн
В озеро впадают 12 рек. Наиболее крупные: Ногеусйоки, Кангашоя и Вайваоя. Вытекают реки Растас и Хяме (притоки реки Чирко-Кемь, бассейн реки Кемь).

### Озёра
К бассейну Нюка также относятся озёра:
- Уймузеярви
- Эльмисъярви
- Мушталакси
- Кормусъярви

Большую площадь дна занимают илистые грунты. В заливах высшая водная растительность представлена тростником, хвощом, рдестами.
В озере обитают ряпушка, сиг, щука, окунь, плотва, лещ, налим, ёрш.